# Джон Уиклиф
Джон Уиклиф (на английски: John Wyclif (John Wycliffe, Wyclif, Wycliff, Wickliffe), (около 1330 – 1384) е английски философ-схоласт, богослов и свещеник, първи превел Библията на английски език. Той е един от най-влиятелните дисиденти сред римо-католическото духовенство от XIV век и се счита за един от главните предшественици на Реформацията Професор по теология в Оксфордския университет.

## Биография
Уиклиф следва в колежите "Мертън" и "Бейлиол" в Оксфорд и през 1361 г. става професор по теология в същия град. По това време вече е писател на трактати по библейски теми.
Когато през 1365 г. папа Урбан V иска от Англия да бъде изплатен данъкът (църковен десятък) от Джон Безземни, включително и неизплатените суми за изтеклите 33 години[поясни], Уиклиф защитава английските интереси и публикува съчинението си „За Божествената собственост“ (De Domino Divinio). В него той изтъква, че Църквата не може да бъде собственица, а единствено управителка на повереното ѝ имущество, както и самият Исус Христос е постъпвал. В друго свое съчинение - „За гражданската собственост“ (De Domino civile) - Уиклиф изказва мнение, че държавата, при желание, може да отнеме чието и да било (включително и папското) имущество, ако последното не е добре стопанисвано.
През 1374 г. Уиклиф е изпратен като член на кралската комисия в Брюге, Холандия, за размяна на мнение с посланика на папа Григорий XI относно определяне на служители за Църквата. От Брюге заминава за град Авиньон, Франция (по това време - седалище на папите), за да води преговори по разни църковни проблеми, и там има възможността лично да се увери в покварата на папството. Когато се завръща в Англия, Уиклиф започнал да проповядва, че папата е Антихристът. В своите изобличително-нападателни проповеди против папството отхвърля свещенството, изтъквайки, че не от посвещението, а от личното благочестие на дадено йерархическо лице произтичат правата му да управлява и свещенодейства в Църквата. Той е категорично против учението за прощаване на грехове от свещенослужители, които и да са те. Обявява се против кръстоносните походи, транссубстанцията, хаджилъка (поклонничеството), почитането на реликвите и други подобни практики. Насочва вниманието на народа към заблудите, навлезли в и от Църквата, и към широко разпространените сред духовниците пороци, които по негово мнение ги правят недостойни за службата им. 
Уиклиф смята за наложително провеждането на 2 начала:
- Църквата да не се меси повече в светските работи.
- Реформиране на църквата – вместо „църковна традиция“ да се въведе „евангелски закон“.

Поради острите нападки на Уиклиф против папството, Courtcnay - епископ на Лондон - започва ожесточена борба против него.
Папата изпраща против Уиклиф 5 були (1377 г.), в които изброява неговите "провинения" против католическата църква, но поради разразилата се по това време (1378 г.) става Папска схизма - голям разкол в Католическата църква - те остават с ограничен ефект. За самия проповедник небивалата криза, която по това време обхванала папството, става катализаторът на  убеждението му, че тя може да съществува и без папа, както и че трябва да бъде реформирана и приведена в съответствие с изискванията и доктрините на Свещеното писание, което от своя страна трябва да стане достъпно за всеки човек. В тази връзка Уиклиф се заема, подкрепен от малка група свои сътрудници да преведе "Библията" на простонароден език (така че да може да бъде разбрана и от необразованите читатели/слушатели). Започва и организиране на пътуващи евангелисти (евангелизатори), за която цел избира миряни и духовни лица, получили подготовка в университета в Оксфорд, които да разпространяват сред народа знания за съдържанието на Евангелията. Това донастройва срещу него епископа.
През 1381 г. Уиклиф написва 12 тезиси за евхаристията, 10 от които са осъдени (обявени за еретически) на състоялия се през следващата година в Лондон църковен събор. В отговор Уиклиф написал съчинението „Изповед на учителя Джон Уиклиф“, завършващо с думите: „Твърдо съм убеден, че в края на краищата Джон Уиклиф ще победи!“
През 1382 г. Лондонският епископ Cocirtenay, междувременно станал Кентърбърийски архиепископ, осъжда на състоялия се в Оксфорд събор всичките 24 предложения за реформиране на Католическата църква, направени от Уиклиф, който като не получава никаква подкрепа на събора и е изоставен от всички, се оттегля в енорията Лютерворт, където прекарва последните 2 години от живота си (умира в края на декември 1384 г.), като преглежда, коригира и допълва полемичните си трудове.
Съборът в Констанц решава неговите тленни останки да бъдат изровени и изгорени, което е изпълнено през 1425 г., а прахът му е хвърлен в близкия поток, наречен Свифт. Коментирайки това Томас Фулер пише следното: „Този поток отнесе неговия прах в Ейвън, а Ейвън – в Севърн, а Севърн – в близкото море, а морето – във Великия океан. Така учението на Уиклиф се разпространи по целия свят. Неговият прах стана символ на това разпространение.“

## Теология
Уиклиф се изказва категорично против въведените в църквата т.нар. от него фалшиви догми. Също така той е против това Свещеното предание да се приема за норма на вероучението, а признава, като допустима, тази функция само на Свещеното писание. Отхвърля вярата в съществуването на Чистилището, както и в ефективността на индулгенциите и на устната изповед (тъй като, според него, искреното вътрешно разкаяние на човека пред Бога има нужната сила и правилните форма и адресат).
Освен това отрича учението за действителното (реалното) присъствие на Христос в евхаристията, допускайки че той все пак е възможно да присъства на духовно ниво. Противник е на бляскавите черковни церемонии и на целибата (обета за целомъдрие или безбрачие). За основен фактор за спасението на човека, Уиклиф счита неговото лично отношение към Христос - Изкупителя, тълкувайки Свещеното писание в буквален смисъл.
Самата Библията той смята за най-важна от всички книги (което е типично за отношението към нея на значителна част от човечеството), наричайки я „Книга на живота“, „Спасителен закон Божий“, „Основа на вярата“, а тези които не са склонни да вярват във валидността й - за еретици. В съгласие с това Уиклиф, с помощта на Никола Херефорд, превежда Вулгата (латинския текст на Библията). След като е успешно разпространен из цяла Англия, преводът им на английски език е забранен за четене (1414 г.).

## Съчинения
Уиклиф е автор на много проповеди, трактати и полемични работи. 
В съчинението „Триалог“, представено под формата на беседа между три алегорични лица: Истината, Лъжата и Разума той прави разбираемо (включително - за простолюдието) изложение на своите реформаторски замисли, в които поставя ползването на Библията над това на посредничеството на духовенството. 
Други много известни навремето си негови съчинения са „Диалог“ и „Проповедническата служба“. В труда си „За проповедническата служба“ посочва задълженията, които смята, че има проповедникът. Според Уиклиф той трябва да бъде "човек на молитвата" и да е с чист характер. 
Също така бичува и недостатъците на църковните служители и монасите, които с тях опозоряват Църквата (за него - тяло на избраните , чийто глава е Христос) и се отнася с неодобрение към сходните опущения на миряните. Григорий XI и обкръжението му в папската курия са му особено ненавистни - упреква ги в алчност, мързел, мошеничество и разврат и ги нарича (в „Триалог“) „грабливи вълци“, „синове сатанински“, „по-зли от Ирод и от Юда“, а самия папа - „антихрист“ (творение не на Бога, а на Сатаната).

## Влияние
Според съвремениците си, Джон Уиклиф има проницателен ум и жив характер и е любезен и добросъвестен човек. Неговите заслуги (за просвещението) са всепризнати.
Уиклиф не е организирал отделна църква, но впоследствие неговите последователи получават името „уиклифисти“ или „лоларди“. Католическата църква жестоко ги преследва. През 1401 г. на уиклифистите е забранено да проповядват и училищата им са затворени. Сред убитите лоларди са 2-ма духовници и 1 крояч (занимаващ се с кроене на дрехи) - изгорени, както и лорд Гобхам, пламенен уиклифист, който е затворен в Лондонската кула, а впоследствие - обесен и после изгорен (1417 г.).
Учението на Уиклиф се разпространява бързо и сред чехите, както и в Шотландия, където през 1425 г. Парламентът гласува закон против него. През 1507 г. отново започва гонение против лолардите, което предизвиква отлив от движението, известен като „Голямото отпадане“. Част от уиклифистите стават привърженици на Мартин Лутер.